# Muzikoterapija
Muzikoterapija jedna je naučnih disciplina psihijatrije, zasnovana na primeni psihoterapijskih tehnika u svrhu lečenja. Zasnovana je na skupu metoda u kojima zvuk, koji proizvodi muzika, služe kao osnovno sredstvo uspostavljanja komunikacije sa pacijentom, i kod njega ostvaruju duševno blagostanje i oslobađaju ga psihičkih tegoba.
Osnovna pretpostavka od koje se polazi kada se govori o primeni muzikoterapije je ta da muzika ima direktan uticaj na ljudski um, raspoloženje, karakter i zdravlje, Zato je zauzet naučni stav; da savremenu praksu muzikoterapije treba zasnovati na premisama: sve osobe su iskonski muzikalne,  muzikalnost je ukorienjena u našem mozgu i da na muzikalnost ne utiču teške neurološke povrede i oštećenja.
U praksi nije definisana univerzalna terapijska muzika, već se njen odabir vrši u zavisnosti od terapijskog cilja ili faze terapije. Kako je dokazano da je muzika sredstvo koje služi u komunikaciji među živim bićima, glavna suština muzikoterapije leži u odnosu muzikoterapeut-pacijent, jeri nosi potencijal za uspešno izazivanje terapijske promene i time efekata lečenja.

## Istorijat muzikoterapije kao psihoterapijske naučne discipline
Prvi oblici muzike datiraju iz doba kada verbalna komunikacija nije bila razvijena i kada su upravo zvuci i melodije predstavljali osnovni vid komunikacije među ljudima. Kroz istoriju muzika je prošla razvojni put od uprošćenog vokalnog izražavanja primitivnog čoveka do konstrukcije i primene prvih muzičkih instrumenata za proizvode zvuka, koji čovek nije bio u stanju da proizvede sopstvenim glasom.
Paralelno sa razvojem muzike razvijala se i njena isceliteljska moć i široka mogućnost primene muzike u narodnoj medicini, počev od paganskih običaja, rituala, folklora do mas-medija, koncerтnih hala do sopstvenog doma. Muzika se vekovima koristi kao lekovito sredstvo;
- Apolon je smatran drevnim grčkim bogom muzike i medicine.
- Asklepije je predlagao da se za izlečenje bolesti uma koristi pesma i muzika.
- Muzička terapija je korišćena i u egipatskim hramovima.
- Platon je rekao da muzika deluje na emocije i može uticati na karakter pojedinca.
- Aristotel je učio da muzika utiče na dušu i opisuje muziku kao silu koja je pročišćavala emocije.
- Aulus Cornelius Celsus zagovara zvuk činela i tekuće vode za lečenje mentalnih poremećaja.
- Muzikoterapija se praktikovala u Bibliji kada je David svirao harfu da bi otarasio kralja Saula lošeg duha.
- Još od 400 B.C., Hipokrat je koristio muziku za lečenje mentalnih bolesti.
- U trinaestom veku arapske bolnice imale su muzičke prostorije koje su koristili pacijenti.

Tek mnogo vekova kasnije nastaje muzikoterapija, kao naučna disciplina, koja se u svetu razvija tek sredinom 20 veka. Tako je vremenom nastala savremena muzikoterapija kao multidisciplinarna oblast, koja uključuje etnomuzikologiju, estetiku i psihologiju muzike. Njeni pristupi, metode i konkretni postupci postepeno se sve više međusobno razlikuju i usmeravaju prema naučnim koncepcijama iz kojih su proizišli (psihodinamička teorija, psihoanaliza, biheviorizam i drugi).
Muzikoterapija u Srbiji
U Srbiji stručni početak primena muzike u medicini pripada dr Petru Stankoviću („Božanstvena medicina“ (1945); tehnika- muzikalna psihoterapija), dok se začetnikom muzikoterapije kod nas smatra dr Ranka Radulović, jedan od osnivač Udruženja muzikoterapeuta Srbije. Doktorka Radulović je postala poznata u svetu po dve nove, tehnike: 
- Analitičko slušanje muzike - metod vođenih fantazija , koja se primenjuje u lečenju svih vrsta psihijatrijskih i psihosomatskih problema
- Integrativna muzikoterapija — koja se primenjuje kod različitih kategorija dece sa specijalnim potrebama.

## Namena
Suštinu muzike i njene namena najbolje opisuje jedna stara kineska poslovica koja kaže: 
Muzika izvire iz srca ljudskog bića. Kada se rađaju emocije, one se izražavaju pomoću zvukova, a kada se rode zvukovi, oni daju život muzici“'
. Upravo na ovom saznanju i na toj refleksiji emocija, sećanja i mentalnih slika koja bude iskustva na temelju muzičkih nadražaja nastaje muzikoterapija, i njena namena da deluje kao moćan katalizator u stimulaciji uspomena,, i uticajni činilac na emocije i autonomni nervni sistem. Treće bitno delovanje muzike je da je ona o sredstvo komunikacije, koje je od velikog značenja za osobe koje su izgubile sposobnost verbalnog izražavanja jer prelazi dominantne verbalne aspekte funkcionisanja mozga. Naime kada se zadržava deo sebe koji se verbalno ne može izraziti, potrebna je neka vrsta ekspresije, a upravo umetnost muzike može biti to sredstvo. 
U tom smislu muzika koja direktno deluje na ljudski autonomni nervni sistem, koristi se u muzikoterapiji kao sredstvo za dovođenje u sklad različitih autonomnih telesnih reakcija, za koje nije neophodno razumevanje muzike i inteligencija, jer ona na telesnom nivou na isti način dopire do teško mentalno retardiranog bolesnika kao i do visoko obrazovanog pojedinca.
Мuzikoterapija se može primenjivati u svim uzrastima, od prenatalnog perioda, rođenja, do duboke starosti, i upravo jedna od njenih velikih prednosti što ne postoji starosno ograničenje. Takođe, upotreba različitih tehnika muzikoterapije doprinosi tome da se može primenjivati kod svih osoba, bez obzira na fizičke, verbalne ili mentalne sposobnosti.
Muzikoterapija se primenjuje u svim granama medicine, u:
- preventivne svrhe,
- dijagnostičke svrhe,
- terapijske svrhe,
- kao sredstvo za stimulaciju psihofizičkog i duhovnog razvoja.

Od svih darova koje muzička i likovna umetnost pruža, jedan od najvrijednijih je osećaj transcendencije ili povezanosti s nečim većim od nas samih, a ta povezanost od velikog je značenja za osobe koje boluju od Alzheimerove bolesti i drugih oblika demencije gde je korisnikov odnos sa drugim osobama, sopstvenim umom pa čak i sopstvenim identitetom iz dana u dan izložen sve većem propadanju.

## Indikacije
Neka od najčešćih područja primene muzikoterapije su u psihijatriji, penologiji, u radu s decom i mladima, ali i u području gerijatrije. U kontekstu prisutnog
fenomena „starenja stanovništva“ i povećanja broja obolelih od Alzheimerove bolesti, utvrđeno je da art terapija, a posebno muzikoterapija, u rastućim oblicima brige o osobama s demencijom ima veliko značenje i za njihove staratelje.
Glavne indikacije muzikoterapije su usmerena na promociji pozitivnih psihosocijalnih, bihevioralnih i emocionalnih promena u čemu ona služi kao sredstvo ublažavanja simptoma zdravstvenih poteškoća. U tom smislu mogućnosti primene muzikoterapije nalaze svoje mesto u oblasti:
- Lečenja svih kategorija psihijatrijskih poremećaja (dece i odraslih),[2][13] individualno, u grupi, u bolničkim i vanbolničkim uslovima
- U lečenju dece sa autizmom, muzikoterapija je metoda izboraDefektologije, u tretmanu mentalnih retardacija i razvojnih poremećaja
- Lečenja dece sa autizmom, gde je metoda izbora
- Lečenja poremećaja govora
- Lečenja poremećaja sluha,
- Lečenja poremećaja vida,
- Kao dopunska terapija ili terapija podrške u lečenju invalida ili osoba sa posebnim potrebama.
- U cilju poboljšanja koncentracije,
- U cilju boljeg doživljaja sebe i drugih,
- U cilju razvoja socijalnih veština (kontrole agresije, razvoja saradljivosti, komunikativnosti, kolektivizma i inicijative).

## Oblici muzikoterapije
Danas postoje dve oblasti muzikoterapije: aktivna i receptivna muzikoterapija.
Aktivna muzikoterapija
U aktivnoj muzikoterapiji terapeut i pacijent pomoću glasa ili instrumenta postižu komunikaciju. Metoda se primenjuje sa pojedincem ili grupom sa kojima je verbalni vid komunikacije otežan ili onemogućen
Receptivna muzikoterapija
U receptivnom obliku muzikoterapije pacijent (grupa) sluša odabranu muziku i pomoću testiranog muzičkog izbora postiže željeni psihološki, terapijski efekat
Integrativna muzikoterapija
Uz muziku integrativna terapija koristi i mogućnosti drugih vrsta umetnosti: slikarstvo i muziku, muziku i igre na otvorenom, pantomimu i muziku, plastičnu dramatizaciju muzike, stvarajući pesme, crteže, priče nakon slušanja muzike i druge kreativne oblike umetnosti. Tehnike u okviru integrativne muzikoterapije obično se biraju i individualno.

## Tehnike muzikoterapijе
| Tehnika                                              | Opis tehnike |
| ---------------------------------------------------- | --- |
| Analitičko slušanje muzike (metod vođenih fantazija) | Primenjuje se samostalno ili u grupi, tako što pacijent, sluša muziku u dva navrata. Tokom prvog slušanja izvlači se problem i pacijent tokom seanse zamišlja situaciju o kojoj govori ta muzika. Tokom drugog slušanja sa pacijentom se razgovara o fantaziji koja pomaže da se dođe do rešenja. Budući da slušanje muzike aktivira desnu hemisferu, a analiza levu, Analitičkim slušanjem muzike ona aktivira desnu hemisferu, a analizira levu. Tim procesom ona zapravo odmrzava traumatska polja i vrača energija telu, ponovo uspostavljajući ravnotežu između moždanih hemisfera, koje su u slučaju traume bile u disbalansu, zbog jakog uticaja afekta na kognitivno funkcionisanje ugroženo slučajnom psihičkom traumom Primenjuje se kod dece i odraslih u lečenju psihijatrijskih i psihosomatskih poremećaja, a kod zdravih osoba u cilju povećanja introspektivnosti, asocijativnosti, adaptivnih kapaciteta i efikasnosti, u podsticanju duhovnog razvoja i prevenciji bolesti. |
| Art muzikoterapija                                   | Primenjuje se kod osoba sa težim psihičkim poremećajima. Umesto da se razgovara, fantazija se predstavlja kroz muziciranje, crtanje, pisanje. |
| Integrativna muzikoterapija                          | Primenjuje se u svim kategorijama urođenih i stečenih hendikepa kod dece i odraslih, kao i kod psihosomatskih oboljenja. Terapijski ciljevi su usmereni ka razvoju socijalnih veština, odnosno, ka kontroli agresije, razvoju inicijative i osećanja kolektivizma i kohezivnosti sa grupom, razvoju kapaciteta za rešavanje konkretnih i aktuelnih problema. Osim u zdravstvenim ustanovama, ova metoda je laka za primenu u predškolskim i školskim ustanovama, kao i u ustanovama socijalnog staranja. Kod pojedinaca sa demencijom, metoda se pokazala jako delotvornom jer ovim pacijentima omogućava da ponovo postanu „živi” jer im muzika dozvoljava da se ponovo povežu sa drugima, kao i sa sobom. |
| Metod muzičkog izbora                                | Pacijent je taj koji vrši odabir muzike koju želi da sluša tokom seanse, a zatim se o njoj razgovara individualno ili u grupi. Metod je pokazao veliku efikasnost u radu sa velikim grupama, kao i sa adolescentima. |
| Metod pisanja pesama                                 | Primenjuje se u radu sa decom u cilju savladavanja straha od dijagnostičkih ili terapijskih procedura, kao i kod dece koja su u bolnici. Muzikoterapeut pomaže detetu da strah pretoči u reči, a reči u stihove. Pasma se zapisuje, zatim se doda melodija, to snimi na nosač zvuka i na taj način pesma dobija ulogu prelaznog objekta, umesto voljene igračke. Kada dete ide na snimanja i ispitivanja, nosi pesmu sa sobom i oseća se sigurno. |

## Terapijski pristup
Izbor tehnike
Lečenje muzikom započinje inicijalnom muzikoterapijskim intervjuom sa pacijentom, kako bi se prethodno utvrdio njegov problem, i nakon toga odredili terapijski ciljevi. Nakon toga terapeut bira potencijalno najefikasniju tehniku.
Izbor muzike
Izbor muzike za terapiju zasniva se na teoriji zvučnog identiteta, odnosno saznanja da svaka osoba ima svoj zvučni identitet, koji je stekao tokom prenatalnog razvoja, a koji se po rođenju oblikuje pod uticajima okruženja, grupe, kulture.
Dužnosti muzikoterapeuta
Dužnost terapeuta nije samo da vrši izbor muzike, već muzikoterapeut koji primenjuje muzikoterapijski metod u okviru slušanja muzike, mora da: 
- razume psihodinamske poremećaje,
- poznaje medicinske aspekte bolesti,
- razmatra psihosocijalne faktore, kao i transverzalni i longitudinalni presek koji prati nastanak poremećaja.
- tokom seansi se prati rezultat terapije, jasno utvrđenim instrumentima.

## Literatura
- Ledger, A.; Baker, F. (2007). „An investigation of long-term effects of group music therapy on agitation levels of people with Alzheimer's disease”. Aging & Mental Health. 11 (3): 330—8. PMID 17558584. doi:10.1080/13607860600963406..
- Lindenmuth, G.; Patel, M.; Chang, P. (1992). „Effects of music on sleep in healthy elderly and subjects with senile dementia of the Alzheimer's type.”. Am J Alzheimer Care Relat Disord Res. 2: 13—20..
- Brotons M., Pickett-Cooper P (1996). „The effect of music therapy intervention on agitation behaviours of Alzheimer's disease patients.”. J Music Therapy. 33: 2—18. doi:10.1093/jmt/33.1.2..
- Fitzgerald-Cloutier M (1993). „The use of music therapy to decrease wandering: an alternative to restraints”. Music Therapy Perspect. 11: 32—6. doi:10.1093/mtp/11.1.32..
- Fukui, H.; Arai, A.; Toyoshima, K. (2012). „Efficacy of music therapy in treatment for the patients with Alzheimer's disease.”. Int J Alzheimer Dis. 12: 1—6..
- Kumar, A. M.; Tims, F; Cruess DG i sur (1999). „Music therapy increases serum melatonin levels in patients with Alzheimer's diseases”. Alternative Therapy in Health and Medicine. 5: 49—57..
- Clair, A. A. (2002). „The importance of singing with elderly patients.”.  Ур.: Aldridge D. Music therapy in dementia care. London: Jessica Kingsley Publishers.
- Miller, B. L., Boone, K., Cummings, J. L., Read, S. L., and Mishkin, F (2000). „Functional correlates of musical and visual ability in frontotemporal dementia”. The British Journal of Psychiatry. 176 (5): 458—463. PMID 10912222. doi:10.1192/bjp.176.5.458..
- Norberg, A., Melin, E. and Asplund, K. 1986. Reactions to music, touch and object presentation in the final stage of dementia. „An exploratory study”. International Journal of Nursing Studies. 23 (4): 315—323..
- Orona, C.J. 1997. Temporality and identity loss due to Alzheimer's disease. In Strauss, A. L. and Corbin, J. M. (eds.) Grounded Theory in Practice. SAGE Publications, 171 - 196.
- Proctor, Gillian (2001). „Listening to Older Women with Dementia: Relationships, voices and power”. Disability and Society. 16 (3): 361—376. doi:10.1080/09687590120045932..
- Raglio, A., Bellelli, G., Traficante, D., Gianotti, M., Ubezio, M. C., Villani, D., and Trabucchi, M. 2008.
- Efficacy of music therapy in the treatment of behavioral and psychiatric symptoms of dementia. Alzheimer Disease & Associated Disorders. 22(2), 158.
- Raglio, A.; Gianelli, M. V. (2009). „Music therapy for individuals with dementia: Areas of interventions and research perspectives”. Current Alzheimer Research. 6 (3): 293—301. PMID 19519312. doi:10.2174/156720509788486617..
- Reed-Danahay, Deborah (2001). „'This is your home now!': Conceptualizing location and dislocation in a dementia unit”. Qualitative Research. 1 (1): 47—63. doi:10.1177/146879410100100103..
- Reid, D., Ryan, T. and Enderby, P (2001). „What does it mean to listen to people with dementia?”. Disability & Society. 16 (3): 377—392. doi:10.1080/09687590120045941..
- Ridder, H.M. 2003. Singing dialogue: Music therapy with persons in advanced stages of dementia: a case study research design. (Unpublished Doctoral Dissertation). Aalborg University, Denmark. Ruiz, E. and Montanés, P. 2005. Music and the brain: Gershwin and Shebalin. Neurological Disorders in Famous Artists. 19, 172–178.

## Spoljašnje veze
- Portal o cerebralnoj paralizi - Uticaj muzike na telo, muzika i pedijatrijska neurologija, primena muzikoterapije kod cerebralne paralize.

|  | Molimo Vas, obratite pažnju na važno upozorenje u vezi sa temama iz oblasti medicine (zdravlja). |